# 持明院統
持明院統（じみょういんとう）とは、鎌倉時代後期から南北朝時代にかけて皇位に即いた日本の皇室の系統で、後深草上皇を始祖とする。のちの北朝を経て、現在の皇室に連なる。

## 概要
第88代後嵯峨天皇、後深草天皇と亀山天皇が相次いで即位した後、二人の子孫がかわるがわる皇位に就き（両統迭立）、それぞれ持明院統、大覚寺統と称するようになる。鎌倉幕府滅亡後は両者が同時に帝を立て、二つの朝廷として対立するようになるが（南北朝時代）、最終的に持明院統の皇統に一本化され、この皇統が現代にいたるまで続いている。

## 名称
12世紀初頭に鎮守府将軍藤原基頼が邸内に創設した持仏堂を持明院と名づけ、その邸宅は持明院殿と称された。基頼の子孫（持明院家）を外戚とする後堀河天皇とその皇女室町院を経て伏見上皇が持明院殿を継承し、その子孫の皇統も仙洞御所として居住し続けた。これが名称の由来である。『武家年代記』は伏見天皇のことを「持明院」と記し、『鎌倉年代記』は後伏見天皇のことを「持明院」と記している。

## 歴史

### 成立
後嵯峨天皇は、息子の後深草天皇に譲位し、後深草天皇が病にかかると、その弟の亀山天皇が即位した。その後、亀山天皇の皇子世仁親王が皇太子となった。しかし、皇位継承者を指名するべき治天の君である後嵯峨上皇は、鎌倉幕府に託す形ではっきりとした意思を伝えないまま、崩御した。困惑した幕府は、後嵯峨院の中宮で、後深草上皇と亀山天皇の母である大宮院に後嵯峨院の胸中を尋ね、それが亀山天皇にあったと知らされると、亀山天皇が治天の君となり、程なくして世仁に譲位し（後宇多天皇）、亀山は院政を開始する。
しかし、兄の血統にあたるのに自身の子孫の皇位継承の見込みが立たなくなり、不満を持った後深草上皇は、太上天皇号を返上し出家する意思を表明した。これに同情した幕府は、亀山に対し後深草に配慮するように求め、後深草の皇子熙仁親王が皇太子となる。その後、霜月騒動により幕府内の親亀山勢力が減退すると後深草方の力が有利となり、弘安10年（1287年）に即位（伏見天皇）。皇太子にも皇子胤仁親王が立てられた。
しかし、鎌倉幕府は両統迭立を続ける意向であり、胤仁親王が即位（後伏見天皇）した後の皇太子には、後宇多天皇の皇子である邦治親王が立てられる。また、治天の君となった伏見上皇の朝廷の改革への反発もあり、その側近であった京極為兼が流罪に処されている。邦治親王の即位（後二条天皇）後、持明院統側は、後伏見上皇にまだ皇子が誕生していないため、弟の富仁親王を皇太子とした。これによって、持明院統と大覚寺統がおおよそ交互に即位する、両統迭立がはじまった（もっとも、状況によっては両統迭立とは言い難いところもあり、あくまで結果論的な呼称である）。

### 分裂の危機
この時、持明院統内で、後伏見上皇と富仁親王の二つに皇統が分裂する可能性があった。そこで、家長である伏見は、富仁親王の立太子にあたって、富仁を後伏見の猶子とし、後伏見に将来生まれる皇子を富仁の猶子とするように定めた。そしてその皇子が持明院統の正嫡として家督を継ぐように定め、もし富仁の子孫と後伏見の子孫が皇位継承を争うならば、富仁を義絶するとした。さらに、成長した富仁親王（花園天皇）は学問に秀でていたこともあって、伏見より、正統である後伏見の皇子を教育し扶助するよう命じられ、後花園天皇はこれに従った。
こうして、伏見は持明院統の分裂を防ごうとした。事実、大覚寺統はその後3つ以上に分裂して皇位継承を争っているが、持明院統は結束を図り、後光厳天皇の代までは分裂を防ぐことができた。また、大覚寺統の分裂に乗じて、自統を有利にしようとすることもあった。

### 北朝の成立
延慶元年（1308年）、後二条天皇の崩御を受け、富仁親王が践祚（花園天皇）。皇太子は大覚寺統より尊治親王（後二条天皇の弟）が立てられる。文保元年（1317年）に伏見上皇が崩御すると持明院統は弱体化し、翌文保2年（1318年）に尊治親王が践祚（後醍醐天皇）。皇太子には後二条天皇の遺児である邦良親王が立てられ、大覚寺統が天皇/皇太子の双方を独占する。
元亨4年（1324年）、正中の変が発生。長年、この事件は後醍醐天皇による討幕クーデター未遂と解されてきたが、近年の学説として、大覚寺統の治天の君であった後宇多上皇の崩御の間隙を突いた、持明院統による後醍醐天皇追い落としの陰謀の可能性が指摘されている。実際、この後も後醍醐天皇の在位は長期に及んでいる。ただし、皇太子邦良親王は正中3年（1326年）に薨御したため、かわりに後伏見天皇皇子の量仁親王が立てられ、持明院統はようやく東宮位を確保した。
元徳3年（1331年）、後醍醐天皇が倒幕に失敗（元弘の変）して廃位されると、量仁親王が践祚（光厳天皇）。皇太子には邦良親王の子である木寺宮康仁親王が立つ。
しかし正慶2年（1333年）、鎌倉幕府は全国各地の挙兵の前に倒れて滅亡。持明院統の後伏見上皇、光厳天皇、花園上皇は鎌倉へ落ち延びる幕府軍と同行中に近江で反幕府方の手に落ちる。京へ帰還した後醍醐天皇は建武の新政を開始、自身の廃位を取り消すとともに、光厳朝の事績を、光厳天皇の即位の事実もろとも無効化。皇太子を辞退したこととされ、後醍醐天皇からは辞退への礼として、特別に上皇の尊号宣下がなされた（小一条院の先例によるとされた）。
完全に非主流派に追い落とされた持明院統だが、建武政権の崩壊により復活の機会を掴む。後醍醐天皇に反旗を翻した足利尊氏は持明院統に接触。光厳上皇の院宣をもとに建武政権を破ったのち、建武3年（1336年）、光厳上皇の「譲国の儀」により光明天皇が践祚した。一方の後醍醐天皇は吉野に逃れ、皇位の回復を宣言し、南北朝時代が始まった。吉野にある大覚寺統の朝廷を南朝、京にある持明院統の朝廷を北朝という。

### 持明院統の分裂
南北朝の内乱自体は、おおむね北朝優位に進むが、足利幕府の内部対立に巻き込まれる形で、一時的な敗北や、持明院統内部での皇統の分裂が発生し、南北朝統一後まで尾を引くことになる。
まず、治天の君である光厳上皇は、弟の光明天皇、自らの皇子である興仁親王のあとは、直仁親王へと皇位を継がせ、この血統を正統とする予定であった。直仁親王は、光厳上皇が花園上皇の後宮の正親町実子（宣光門院）との間に儲けた子であったが、宣光門院と尊氏の縁戚関係を重視しての人選であったと思われる。貞和4年（1348年）、最晩年の花園上皇と話し合ったのち、興仁親王が践祚（崇光天皇）、直仁親王が立太子する。
しかし観応2年（1351年）、足利尊氏、直義兄弟が対立して直義が出奔した際、尊氏は軍事衝突（観応の擾乱）の後顧の憂をなくすため、南朝との講和を進める。結果、南朝の後村上天皇が正統とされ、崇光天皇は廃位、直仁親王も廃太子となる（正平一統）。
この講和は翌観応3年（1352年）に早くも破られるが、その際、光厳、光明、崇光の三上皇に直仁親王が南朝方によって大和国賀名生へと連行される。室町幕府は、僧侶になる予定で妙法院に預けられていた崇光天皇の弟宮・弥仁王を即位させた（後光厳天皇）。後光厳天皇は、三種の神器も、当時の皇位継承法（慣習法）において必要であった「治天による伝国の詔宣」も欠いた状態での即位を余儀なくされた。北朝公卿の中には、一旦南朝と再講和して三上皇と直仁親王を解放して、両統迭立の再開を勝ち取るという穏健的な意見もあった。しかしむしろ幕府の側が、南朝と対立する手前、北朝の存続が不可欠であったため、広義門院（光厳・光明両上皇の生母）が治天の君の代行を務めることで北朝を復興させた。
その後、延文2年（1357年）頃に三上皇と直仁親王は順次解放されて帰京するが、非常措置として即位した後光厳天皇の存在を前に、持明院統の正統を巡って問題が発生する。崇光天皇の復位と直仁親王の皇太子復帰は後光厳天皇を全面的に支援する幕府に反対されて実現せず、直仁親王はそのまま出家してしまう。崇光上皇は自らの復位が叶わないとなると、次は自らの子である栄仁親王への皇位継承を主張するようになる。光厳上皇も後光厳天皇と不仲であり、持明院統の所領（長講堂領、法金剛院領）の処分については以下のように、崇光皇統に有利な取り決めを行った。
- 栄仁親王が践祚した場合はそのまま相続とすること。
- 栄仁親王が践祚しない場合は後光厳天皇の皇統が相続すること。
- 両者の皇統の間で両統迭立になった場合は嫡流である崇光皇統が相続すること。
- 記録類は栄仁親王が相続すること。

貞治3年（1364年）の光厳上皇の崩御後、崇光上皇と後光厳天皇の間で、自らの皇統への皇位継承をめぐっての争いが行われる。この争いは、幕府内の斯波義将と細川頼之の両派の争いと連動し、最終的に細川と結びついた後光厳が勝利。応安4年（1371年）、後光厳天皇皇子の緒仁親王が践祚する（後円融天皇）。崇光上皇はこの決定に反発し、持明院統は崇光、後光厳両上皇の皇統に分裂、対立するようになる。
後光厳皇統の朝廷は、将軍足利義満率いる幕府の補佐の下で運営される。永徳2年（1382年）には後円融天皇の皇子・幹仁親王が践祚（後小松天皇）、後円融院政がはじまるが、翌永徳3年（1383年）には院政が停止され、義満が後小松天皇を後見するようになる。この一連の動きは、後円融上皇の気まぐれなどがもとで政治が遅滞するなど、機能しなくなっていた朝廷の立て直しとも、義満による皇位簒奪の陰謀の一環ともされている。一方、義満は崇光上皇と面会し、皇位への望みを放棄するのと引き換えに、金銭的援助を行った。
明徳3年（1392年）、義満の主導の下で南北朝合一（明徳の和約）が行われ、天皇は北朝の後小松天皇一人となる。これにより持明院・大覚寺両統の間での争いは持明院統の勝利となったが、持明院統の中での正統は不確定のままであった。
応永4年（1397年）、崇光上皇が崩御したとき、その所領は光厳上皇の置文により全て後光厳皇統の後小松天皇の下へ移された。これまでの後光厳皇統の生計は幕府の援助で成り立っており、義満は後光厳皇統の経済的自立を図ったものとされるが、所領をすべて失った崇光皇統は断絶の危機に陥る。しかしこの直後に直仁親王が薨御。一期分として与えられていた所領（室町院領）は没後崇光皇統に返却されることになっており、義満も崇光皇統の取り潰しによる遺恨を回避する目的からこれを容認したことにより、崇光皇統は、室町院領を継承する宮家として存在する目途が立つ。以降、崇光皇統はその屋敷の所在地から伏見宮の宮号を名乗ることとなった。その後、応永15年（1408年）の義満死後、長講堂領の内から伏見御領は伏見宮家に返却された。
応永19年（1412年）、後小松天皇は躬仁親王（称光天皇）に譲位、院政を始めるが、称光天皇は子供に恵まれず、儲君とした弟の小川宮も応永32年（1425年）、兄に先立って没する。後光厳皇統には他に皇位を継承できる男性皇族が存在しなかったために、その断絶の可能性が高くなった。
後小松上皇は称光天皇の後継として伏見宮家を考えており、応永32年には貞成親王を自身の猶子として親王宣下し、正長元年（1428年）、称光天皇が危篤に陥ると、貞成親王の子、彦仁王に皇位を継がせることを決断する。称光天皇の崩御を受けて、彦仁王は後小松上皇の猶子として践祚する（後花園天皇）。
この時点で、実系としての正統は、後光厳皇統の断絶により崇光皇統に移動したが、系譜上は決着していなかった。すなわち、後小松上皇は、後花園天皇は自身の猶子として即位し、自分の院政を受けるのだから、後光厳皇統に連なるものである、という論理を主張したのである。一方貞成親王は、自身が天皇の実父として上皇宣下を受けることで、後花園天皇は自身の子であることを明らかにし、正統の付け替えを図る。貞成親王は崇光皇統に限定した歴史書「正統廃興記」（のちに「椿葉記」と改称）を執筆している。
永享5年（1433年）、後小松法皇が崩御。法皇は遺訓の中で、貞成親王への上皇宣下を決して行わないよう命じた。また、崩御には、諒闇の儀式を行うべきか否かについても対立があった。諒闇を行うと、後花園天皇が後小松法皇の実子である扱いにあるため、法皇の側近たちが実施を主張したためである。貞成ら一派は、諒闇の回避を主張し、激論がかわされたが、結局くじ引きをして決めることとなり、諒闇が実施されることとなった。

### 伏見宮の確立とその後
後花園天皇本人は、伏見宮出身であったものの、貞成親王の実子であることよりも、後小松法皇の猶子であることを重視し、後光厳院流皇統の後継者であるという意識を持ったことから、父の貞成親王の反感を買った。上皇宣下が出されないまま時は経過する。文安2年（1445年）3月16日、貞常王の元服が行われた。ところが、同時に行われる筈であった親王宣下が中止され、6月7日には「荒説」「云口」（すなわち悪口）を理由として後小松法皇の側近であった広橋兼郷と白川雅兼王が追放されたのである。その内容は不明であるが、後花園天皇を貞成が退位させようとしているというものとも推測されている。この騒動に関しては、皇統の崇光院流皇統への交代を成し遂げようとする伏見宮側と、後光厳院流皇統を存続させようとする天皇側で、不協和音が生じていた影響とも考えられている。騒動の後、6月27日に貞常王への親王宣下が行われた。
続いて文安4年（1447年）3月になると、貞成親王への尊号が提案され、激しい議論が行われた。同年11月27日、貞成親王は後花園天皇から、「傍親（＝兄）」として太上天皇の尊号を贈られて、後に「後崇光院」と称されることとなった。また、後花園天皇の弟である貞常親王は父・貞成親王の崩御後に伏見宮を継承、後花園天皇より永代にわたって「伏見殿」を名乗ることを許された。こうした二面性のある措置は、後光厳流皇統と崇光皇統の両存を遂げるためであったとされる。
皇統の問題はこうして決着して、後花園天皇の皇統は今日に至るまで正統の座を独占している。また、後花園天皇の践祚と伏見宮への永代宮家の勅命が契機となり、宮家が永続して正統が途絶えた時には皇位を継ぐという世襲親王家の制度が始まった。

## 文化

### 和歌
持明院統では、伏見天皇が京極為兼とともに革新的な歌風を生み出して以降、京極派の和歌が詠まれるようになった。自らの心を自由な詞で表現するというのが特徴である。伏見上皇のもと、京極為兼によって『玉葉和歌集』が編纂され、光厳上皇は『風雅和歌集』を編纂しており、ともに高く評価されている。南北朝期も、北朝において京極派歌壇が活動していたが、後光厳天皇が墨守的な歌風である二条派に切り替えたことで、初期の伏見宮家以外ではほとんど詠まれなくなった。

### 琵琶
後深草が極めて以降、持明院統の正嫡は琵琶を極めるようになった。流派は「西流」であり、「楊真操」・「石上流泉」・「上原石上流泉」といった秘曲を受け、一人前になると最秘曲である「啄木」が伝授されていたようである。琵琶は、伏見宮の家芸となる。

## 所領
持明院統の所領としては、以下の所領群が挙げられる。
- 長講堂領 - 最大180か所だったが、応永14年の目録では112か所。同目録によれば、米5384石、砂金100両、糸4274両、絹1216疋、鉄10000廷などの年貢が納められ、相当の収入であったと考えられる[27]。
- 法金剛院領 - 詳細は不明であるが、これも相当な収入であったと考えられる[27]。
- 室町院領 - 大覚寺統との折半。75か所。直仁親王に渡った後、伏見宮に継承された。
- 熱田社領 - 25か所、526町8段110歩、年貢1291貫文[27]。
- 播磨国衙領 - 年貢3000疋（30貫文）[27]。

## 持明院統の天皇
- 後深草天皇（89代）
- 伏見天皇（92代）
- 後伏見天皇（93代）
- 花園天皇（95代）
- 光厳天皇（北朝1代）
- 光明天皇（北朝2代）
- 崇光天皇（北朝3代）
- 後光厳天皇（北朝4代）
- 後円融天皇（北朝5代）
- 後小松天皇（100代・北朝6代）
- 称光天皇（101代）
- 後花園天皇（102代）

（持明院統は後花園天皇以降も皇統を独占し、現在の天皇に繋がるため、厳密にどこで区切れるということはない。）

### 系図
|                        |                        |                        |                        |                        |                        |  |  |                            |                            |                            |                            |                            |                            |  |  |             |             |             |             |             |             |  |  |                        |                        |                        |                        |                        |                        |  |  |                          |                          |                          |                          |                          |                          |  |  |                         |                         |                         |                         |                         |                         |  |  |  |  |  |  |  |  |  |  |  |  |  |  |  |  |  |  |  |  |  |  |  |  |  |  |  |  |  |  |
| 88 後嵯峨天皇          |                        |                        |                        |                        |                        |  |  |                            |                            |                            |                            |                            |                            |  |  |             |             |             |             |             |             |  |  |                        |                        |                        |                        |                        |                        |  |  |                          |                          |                          |                          |                          |                          |  |  |                         |                         |                         |                         |                         |                         |  |  |  |  |  |  |  |  |  |  |  |  |  |  |  |  |  |  |  |  |  |  |  |  |  |  |  |  |  |  |
|                        |                        |                        |                        |                        |                        |  |  |                            |                            |                            |                            |                            |                            |  |  |             |             |             |             |             |             |  |  |                        |                        |                        |                        |                        |                        |  |  |                          |                          |                          |                          |                          |                          |  |  |                         |                         |                         |                         |                         |                         |  |  |  |  |  |  |  |  |  |  |  |  |  |  |  |  |  |  |  |  |  |  |  |  |  |  |  |  |  |  |
|                        |                        |                        |                        |                        |                        |  |  |                            |                            |                            |                            |                            |                            |  |  |             |             |             |             |             |             |  |  |                        |                        |                        |                        |                        |                        |  |  |                          |                          |                          |                          |                          |                          |  |  |                         |                         |                         |                         |                         |                         |  |  |  |  |  |  |  |  |  |  |  |  |  |  |  |  |  |  |  |  |  |  |  |  |  |  |  |  |  |  |
| 宗尊親王 （鎌倉将軍6） | 宗尊親王 （鎌倉将軍6） | 宗尊親王 （鎌倉将軍6） | 宗尊親王 （鎌倉将軍6） | 宗尊親王 （鎌倉将軍6） | 宗尊親王 （鎌倉将軍6） |  |  | 【持明院統】 89 後深草天皇 | 【持明院統】 89 後深草天皇 | 【持明院統】 89 後深草天皇 | 【持明院統】 89 後深草天皇 | 【持明院統】 89 後深草天皇 | 【持明院統】 89 後深草天皇 |  |  |             |             |             |             |             |             |  |  |                        |                        |                        |                        |                        |                        |  |  | 【大覚寺統】 90 亀山天皇 | 【大覚寺統】 90 亀山天皇 | 【大覚寺統】 90 亀山天皇 | 【大覚寺統】 90 亀山天皇 | 【大覚寺統】 90 亀山天皇 | 【大覚寺統】 90 亀山天皇 |  |  |                         |                         |                         |                         |                         |                         |  |  |  |  |  |  |  |  |  |  |  |  |  |  |  |  |  |  |  |  |  |  |  |  |  |  |  |  |  |  |
| 宗尊親王 （鎌倉将軍6） | 宗尊親王 （鎌倉将軍6） | 宗尊親王 （鎌倉将軍6） | 宗尊親王 （鎌倉将軍6） | 宗尊親王 （鎌倉将軍6） | 宗尊親王 （鎌倉将軍6） |  |  | 【持明院統】 89 後深草天皇 | 【持明院統】 89 後深草天皇 | 【持明院統】 89 後深草天皇 | 【持明院統】 89 後深草天皇 | 【持明院統】 89 後深草天皇 | 【持明院統】 89 後深草天皇 |  |  |             |             |             |             |             |             |  |  |                        |                        |                        |                        |                        |                        |  |  | 【大覚寺統】 90 亀山天皇 | 【大覚寺統】 90 亀山天皇 | 【大覚寺統】 90 亀山天皇 | 【大覚寺統】 90 亀山天皇 | 【大覚寺統】 90 亀山天皇 | 【大覚寺統】 90 亀山天皇 |  |  |                         |                         |                         |                         |                         |                         |  |  |  |  |  |  |  |  |  |  |  |  |  |  |  |  |  |  |  |  |  |  |  |  |  |  |  |  |  |  |
|                        |                        |                        |                        |                        |                        |  |  |                            |                            |                            |                            |                            |                            |  |  |             |             |             |             |             |             |  |  |                        |                        |                        |                        |                        |                        |  |  |                          |                          |                          |                          |                          |                          |  |  |                         |                         |                         |                         |                         |                         |  |  |  |  |  |  |  |  |  |  |  |  |  |  |  |  |  |  |  |  |  |  |  |  |  |  |  |  |  |  |
| 惟康親王 （鎌倉将軍7） | 惟康親王 （鎌倉将軍7） | 惟康親王 （鎌倉将軍7） | 惟康親王 （鎌倉将軍7） | 惟康親王 （鎌倉将軍7） | 惟康親王 （鎌倉将軍7） |  |  | 92 伏見天皇                | 92 伏見天皇                | 92 伏見天皇                | 92 伏見天皇                | 92 伏見天皇                | 92 伏見天皇                |  |  |             |             |             |             |             |             |  |  | 久明親王 （鎌倉将軍8） | 久明親王 （鎌倉将軍8） | 久明親王 （鎌倉将軍8） | 久明親王 （鎌倉将軍8） | 久明親王 （鎌倉将軍8） | 久明親王 （鎌倉将軍8） |  |  | 91 後宇多天皇            | 91 後宇多天皇            | 91 後宇多天皇            | 91 後宇多天皇            | 91 後宇多天皇            | 91 後宇多天皇            |  |  | 恒明親王 〔常盤井宮家〕 | 恒明親王 〔常盤井宮家〕 | 恒明親王 〔常盤井宮家〕 | 恒明親王 〔常盤井宮家〕 | 恒明親王 〔常盤井宮家〕 | 恒明親王 〔常盤井宮家〕 |  |  |  |  |  |  |  |  |  |  |  |  |  |  |  |  |  |  |  |  |  |  |  |  |  |  |  |  |  |  |
| 惟康親王 （鎌倉将軍7） | 惟康親王 （鎌倉将軍7） | 惟康親王 （鎌倉将軍7） | 惟康親王 （鎌倉将軍7） | 惟康親王 （鎌倉将軍7） | 惟康親王 （鎌倉将軍7） |  |  | 92 伏見天皇                | 92 伏見天皇                | 92 伏見天皇                | 92 伏見天皇                | 92 伏見天皇                | 92 伏見天皇                |  |  |             |             |             |             |             |             |  |  | 久明親王 （鎌倉将軍8） | 久明親王 （鎌倉将軍8） | 久明親王 （鎌倉将軍8） | 久明親王 （鎌倉将軍8） | 久明親王 （鎌倉将軍8） | 久明親王 （鎌倉将軍8） |  |  | 91 後宇多天皇            | 91 後宇多天皇            | 91 後宇多天皇            | 91 後宇多天皇            | 91 後宇多天皇            | 91 後宇多天皇            |  |  | 恒明親王 〔常盤井宮家〕 | 恒明親王 〔常盤井宮家〕 | 恒明親王 〔常盤井宮家〕 | 恒明親王 〔常盤井宮家〕 | 恒明親王 〔常盤井宮家〕 | 恒明親王 〔常盤井宮家〕 |  |  |  |  |  |  |  |  |  |  |  |  |  |  |  |  |  |  |  |  |  |  |  |  |  |  |  |  |  |  |
|                        |                        |                        |                        |                        |                        |  |  |                            |                            |                            |                            |                            |                            |  |  |             |             |             |             |             |             |  |  |                        |                        |                        |                        |                        |                        |  |  |                          |                          |                          |                          |                          |                          |  |  |                         |                         |                         |                         |                         |                         |  |  |  |  |  |  |  |  |  |  |  |  |  |  |  |  |  |  |  |  |  |  |  |  |  |  |  |  |  |  |
|                        |                        |                        |                        |                        |                        |  |  | 93 後伏見天皇              | 93 後伏見天皇              | 93 後伏見天皇              | 93 後伏見天皇              | 93 後伏見天皇              | 93 後伏見天皇              |  |  | 95 花園天皇 | 95 花園天皇 | 95 花園天皇 | 95 花園天皇 | 95 花園天皇 | 95 花園天皇 |  |  | 守邦親王 （鎌倉将軍9） | 守邦親王 （鎌倉将軍9） | 守邦親王 （鎌倉将軍9） | 守邦親王 （鎌倉将軍9） | 守邦親王 （鎌倉将軍9） | 守邦親王 （鎌倉将軍9） |  |  | 94 後二条天皇            | 94 後二条天皇            | 94 後二条天皇            | 94 後二条天皇            | 94 後二条天皇            | 94 後二条天皇            |  |  |                         |                         |                         |                         |                         |                         |  |  |  |  |  |  |  |  |  |  |  |  |  |  |  |  |  |  |  |  |  |  |  |  |  |  |  |  |  |  |
|                        |                        |                        |                        |                        |                        |  |  | 93 後伏見天皇              | 93 後伏見天皇              | 93 後伏見天皇              | 93 後伏見天皇              | 93 後伏見天皇              | 93 後伏見天皇              |  |  | 95 花園天皇 | 95 花園天皇 | 95 花園天皇 | 95 花園天皇 | 95 花園天皇 | 95 花園天皇 |  |  | 守邦親王 （鎌倉将軍9） | 守邦親王 （鎌倉将軍9） | 守邦親王 （鎌倉将軍9） | 守邦親王 （鎌倉将軍9） | 守邦親王 （鎌倉将軍9） | 守邦親王 （鎌倉将軍9） |  |  | 94 後二条天皇            | 94 後二条天皇            | 94 後二条天皇            | 94 後二条天皇            | 94 後二条天皇            | 94 後二条天皇            |  |  |                         |                         |                         |                         |                         |                         |  |  |  |  |  |  |  |  |  |  |  |  |  |  |  |  |  |  |  |  |  |  |  |  |  |  |  |  |  |  |
|                        |                        |                        |                        |                        |                        |  |  |                            |                            |                            |                            |                            |                            |  |  |             |             |             |             |             |             |  |  |                        |                        |                        |                        |                        |                        |  |  |                          |                          |                          |                          |                          |                          |  |  |                         |                         |                         |                         |                         |                         |  |  |  |  |  |  |  |  |  |  |  |  |  |  |  |  |  |  |  |  |  |  |  |  |  |  |  |  |  |  |
|                        |                        |                        |                        |                        |                        |  |  |                            |                            |                            |                            |                            |                            |  |  | 直仁親王    | 直仁親王    | 直仁親王    | 直仁親王    | 直仁親王    | 直仁親王    |  |  |                        |                        |                        |                        |                        |                        |  |  | 邦良親王                 | 邦良親王                 | 邦良親王                 | 邦良親王                 | 邦良親王                 | 邦良親王                 |  |  |                         |                         |                         |                         |                         |                         |  |  |  |  |  |  |  |  |  |  |  |  |  |  |  |  |  |  |  |  |  |  |  |  |  |  |  |  |  |  |
|                        |                        |                        |                        |                        |                        |  |  |                            |                            |                            |                            |                            |                            |  |  | 直仁親王    | 直仁親王    | 直仁親王    | 直仁親王    | 直仁親王    | 直仁親王    |  |  |                        |                        |                        |                        |                        |                        |  |  | 邦良親王                 | 邦良親王                 | 邦良親王                 | 邦良親王                 | 邦良親王                 | 邦良親王                 |  |  |                         |                         |                         |                         |                         |                         |  |  |  |  |  |  |  |  |  |  |  |  |  |  |  |  |  |  |  |  |  |  |  |  |  |  |  |  |  |  |
|                        |                        |                        |                        |                        |                        |  |  |                            |                            |                            |                            |                            |                            |  |  |             |             |             |             |             |             |  |  |                        |                        |                        |                        |                        |                        |  |  | 康仁親王 〔木寺宮家〕    |                          |                          |                          |                          |                          |  |  |                         |                         |                         |                         |                         |                         |  |  |  |  |  |  |  |  |  |  |  |  |  |  |  |  |  |  |  |  |  |  |  |  |  |  |  |  |  |  |
|                        |                        |                        |                        |                        |                        |  |  |                            |                            |                            |                            |                            |                            |  |  |             |             |             |             |             |             |  |  |                        |                        |                        |                        |                        |                        |  |  |                          |                          |                          |                          |                          |                          |  |  |                         |                         |                         |                         |                         |                         |  |  |  |  |  |  |  |  |  |  |  |  |  |  |  |  |  |  |  |  |  |  |  |  |  |  |  |  |  |  |

| 【持明院統】 〔北朝〕           | 【持明院統】 〔北朝〕           | 【持明院統】 〔北朝〕           | 【持明院統】 〔北朝〕           | 【持明院統】 〔北朝〕           | 【持明院統】 〔北朝〕           |  |  |                       |                       |                       |                       |                       |                       |  |  |                    |                    |                    |                    |                    |                    |  |  |  |  |  |  |  |  |                       |                       |                       |                       |                       |                       |  |  | 【大覚寺統】 〔南朝〕   | 【大覚寺統】 〔南朝〕   | 【大覚寺統】 〔南朝〕   | 【大覚寺統】 〔南朝〕   | 【大覚寺統】 〔南朝〕   | 【大覚寺統】 〔南朝〕   |  |  |                         |                         |                         |                         |                         |                         |  |  |  |  |  |  |  |  |  |  |  |  |  |  |  |  |  |  |  |  |  |  |  |  |
| 【持明院統】 〔北朝〕           | 【持明院統】 〔北朝〕           | 【持明院統】 〔北朝〕           | 【持明院統】 〔北朝〕           | 【持明院統】 〔北朝〕           | 【持明院統】 〔北朝〕           |  |  |                       |                       |                       |                       |                       |                       |  |  |                    |                    |                    |                    |                    |                    |  |  |  |  |  |  |  |  |                       |                       |                       |                       |                       |                       |  |  | 【大覚寺統】 〔南朝〕   | 【大覚寺統】 〔南朝〕   | 【大覚寺統】 〔南朝〕   | 【大覚寺統】 〔南朝〕   | 【大覚寺統】 〔南朝〕   | 【大覚寺統】 〔南朝〕   |  |  |                         |                         |                         |                         |                         |                         |  |  |  |  |  |  |  |  |  |  |  |  |  |  |  |  |  |  |  |  |  |  |  |  |
|                                 |                                 |                                 |                                 |                                 |                                 |  |  |                       |                       |                       |                       |                       |                       |  |  |                    |                    |                    |                    |                    |                    |  |  |  |  |  |  |  |  |                       |                       |                       |                       |                       |                       |  |  | 96 後醍醐天皇           |                         |                         |                         |                         |                         |  |  |                         |                         |                         |                         |                         |                         |  |  |  |  |  |  |  |  |  |  |  |  |  |  |  |  |  |  |  |  |  |  |  |  |
|                                 |                                 |                                 |                                 |                                 |                                 |  |  |                       |                       |                       |                       |                       |                       |  |  |                    |                    |                    |                    |                    |                    |  |  |  |  |  |  |  |  |                       |                       |                       |                       |                       |                       |  |  |                         |                         |                         |                         |                         |                         |  |  |                         |                         |                         |                         |                         |                         |  |  |  |  |  |  |  |  |  |  |  |  |  |  |  |  |  |  |  |  |  |  |  |  |
|                                 |                                 |                                 |                                 |                                 |                                 |  |  |                       |                       |                       |                       |                       |                       |  |  |                    |                    |                    |                    |                    |                    |  |  |  |  |  |  |  |  |                       |                       |                       |                       |                       |                       |  |  |                         |                         |                         |                         |                         |                         |  |  |                         |                         |                         |                         |                         |                         |  |  |  |  |  |  |  |  |  |  |  |  |  |  |  |  |  |  |  |  |  |  |  |  |
| 光厳天皇 北1                    | 光厳天皇 北1                    | 光厳天皇 北1                    | 光厳天皇 北1                    | 光厳天皇 北1                    | 光厳天皇 北1                    |  |  | 光明天皇 北2          | 光明天皇 北2          | 光明天皇 北2          | 光明天皇 北2          | 光明天皇 北2          | 光明天皇 北2          |  |  |                    |                    |                    |                    |                    |                    |  |  |  |  |  |  |  |  |                       |                       |                       |                       |                       |                       |  |  | 97 後村上天皇           | 97 後村上天皇           | 97 後村上天皇           | 97 後村上天皇           | 97 後村上天皇           | 97 後村上天皇           |  |  |                         |                         |                         |                         |                         |                         |  |  |  |  |  |  |  |  |  |  |  |  |  |  |  |  |  |  |  |  |  |  |  |  |
| 光厳天皇 北1                    | 光厳天皇 北1                    | 光厳天皇 北1                    | 光厳天皇 北1                    | 光厳天皇 北1                    | 光厳天皇 北1                    |  |  | 光明天皇 北2          | 光明天皇 北2          | 光明天皇 北2          | 光明天皇 北2          | 光明天皇 北2          | 光明天皇 北2          |  |  |                    |                    |                    |                    |                    |                    |  |  |  |  |  |  |  |  |                       |                       |                       |                       |                       |                       |  |  | 97 後村上天皇           | 97 後村上天皇           | 97 後村上天皇           | 97 後村上天皇           | 97 後村上天皇           | 97 後村上天皇           |  |  |                         |                         |                         |                         |                         |                         |  |  |  |  |  |  |  |  |  |  |  |  |  |  |  |  |  |  |  |  |  |  |  |  |
|                                 |                                 |                                 |                                 |                                 |                                 |  |  |                       |                       |                       |                       |                       |                       |  |  |                    |                    |                    |                    |                    |                    |  |  |  |  |  |  |  |  |                       |                       |                       |                       |                       |                       |  |  |                         |                         |                         |                         |                         |                         |  |  |                         |                         |                         |                         |                         |                         |  |  |  |  |  |  |  |  |  |  |  |  |  |  |  |  |  |  |  |  |  |  |  |  |
| 崇光天皇 北3                    | 崇光天皇 北3                    | 崇光天皇 北3                    | 崇光天皇 北3                    | 崇光天皇 北3                    | 崇光天皇 北3                    |  |  |                       |                       |                       |                       |                       |                       |  |  | 後光厳天皇 北4     | 後光厳天皇 北4     | 後光厳天皇 北4     | 後光厳天皇 北4     | 後光厳天皇 北4     | 後光厳天皇 北4     |  |  |  |  |  |  |  |  | 98 長慶天皇           | 98 長慶天皇           | 98 長慶天皇           | 98 長慶天皇           | 98 長慶天皇           | 98 長慶天皇           |  |  | 99 後亀山天皇           | 99 後亀山天皇           | 99 後亀山天皇           | 99 後亀山天皇           | 99 後亀山天皇           | 99 後亀山天皇           |  |  | 惟成親王 〔護聖院宮家〕 | 惟成親王 〔護聖院宮家〕 | 惟成親王 〔護聖院宮家〕 | 惟成親王 〔護聖院宮家〕 | 惟成親王 〔護聖院宮家〕 | 惟成親王 〔護聖院宮家〕 |  |  |  |  |  |  |  |  |  |  |  |  |  |  |  |  |  |  |  |  |  |  |  |  |
| 崇光天皇 北3                    | 崇光天皇 北3                    | 崇光天皇 北3                    | 崇光天皇 北3                    | 崇光天皇 北3                    | 崇光天皇 北3                    |  |  |                       |                       |                       |                       |                       |                       |  |  | 後光厳天皇 北4     | 後光厳天皇 北4     | 後光厳天皇 北4     | 後光厳天皇 北4     | 後光厳天皇 北4     | 後光厳天皇 北4     |  |  |  |  |  |  |  |  | 98 長慶天皇           | 98 長慶天皇           | 98 長慶天皇           | 98 長慶天皇           | 98 長慶天皇           | 98 長慶天皇           |  |  | 99 後亀山天皇           | 99 後亀山天皇           | 99 後亀山天皇           | 99 後亀山天皇           | 99 後亀山天皇           | 99 後亀山天皇           |  |  | 惟成親王 〔護聖院宮家〕 | 惟成親王 〔護聖院宮家〕 | 惟成親王 〔護聖院宮家〕 | 惟成親王 〔護聖院宮家〕 | 惟成親王 〔護聖院宮家〕 | 惟成親王 〔護聖院宮家〕 |  |  |  |  |  |  |  |  |  |  |  |  |  |  |  |  |  |  |  |  |  |  |  |  |
| (伏見宮)栄仁親王 （初代伏見宮） | (伏見宮)栄仁親王 （初代伏見宮） | (伏見宮)栄仁親王 （初代伏見宮） | (伏見宮)栄仁親王 （初代伏見宮） | (伏見宮)栄仁親王 （初代伏見宮） | (伏見宮)栄仁親王 （初代伏見宮） |  |  |                       |                       |                       |                       |                       |                       |  |  | 後円融天皇 北5     | 後円融天皇 北5     | 後円融天皇 北5     | 後円融天皇 北5     | 後円融天皇 北5     | 後円融天皇 北5     |  |  |  |  |  |  |  |  | （不詳） 〔玉川宮家〕 | （不詳） 〔玉川宮家〕 | （不詳） 〔玉川宮家〕 | （不詳） 〔玉川宮家〕 | （不詳） 〔玉川宮家〕 | （不詳） 〔玉川宮家〕 |  |  | 小倉宮恒敦 〔小倉宮家〕 | 小倉宮恒敦 〔小倉宮家〕 | 小倉宮恒敦 〔小倉宮家〕 | 小倉宮恒敦 〔小倉宮家〕 | 小倉宮恒敦 〔小倉宮家〕 | 小倉宮恒敦 〔小倉宮家〕 |  |  |                         |                         |                         |                         |                         |                         |  |  |  |  |  |  |  |  |  |  |  |  |  |  |  |  |  |  |  |  |  |  |  |  |
| (伏見宮)栄仁親王 （初代伏見宮） | (伏見宮)栄仁親王 （初代伏見宮） | (伏見宮)栄仁親王 （初代伏見宮） | (伏見宮)栄仁親王 （初代伏見宮） | (伏見宮)栄仁親王 （初代伏見宮） | (伏見宮)栄仁親王 （初代伏見宮） |  |  |                       |                       |                       |                       |                       |                       |  |  | 後円融天皇 北5     | 後円融天皇 北5     | 後円融天皇 北5     | 後円融天皇 北5     | 後円融天皇 北5     | 後円融天皇 北5     |  |  |  |  |  |  |  |  | （不詳） 〔玉川宮家〕 | （不詳） 〔玉川宮家〕 | （不詳） 〔玉川宮家〕 | （不詳） 〔玉川宮家〕 | （不詳） 〔玉川宮家〕 | （不詳） 〔玉川宮家〕 |  |  | 小倉宮恒敦 〔小倉宮家〕 | 小倉宮恒敦 〔小倉宮家〕 | 小倉宮恒敦 〔小倉宮家〕 | 小倉宮恒敦 〔小倉宮家〕 | 小倉宮恒敦 〔小倉宮家〕 | 小倉宮恒敦 〔小倉宮家〕 |  |  |                         |                         |                         |                         |                         |                         |  |  |  |  |  |  |  |  |  |  |  |  |  |  |  |  |  |  |  |  |  |  |  |  |
| (伏見宮)貞成親王 （後崇光院）   | (伏見宮)貞成親王 （後崇光院）   | (伏見宮)貞成親王 （後崇光院）   | (伏見宮)貞成親王 （後崇光院）   | (伏見宮)貞成親王 （後崇光院）   | (伏見宮)貞成親王 （後崇光院）   |  |  |                       |                       |                       |                       |                       |                       |  |  | 100 後小松天皇 北6 | 100 後小松天皇 北6 | 100 後小松天皇 北6 | 100 後小松天皇 北6 | 100 後小松天皇 北6 | 100 後小松天皇 北6 |  |  |  |  |  |  |  |  |                       |                       |                       |                       |                       |                       |  |  |                         |                         |                         |                         |                         |                         |  |  |                         |                         |                         |                         |                         |                         |  |  |  |  |  |  |  |  |  |  |  |  |  |  |  |  |  |  |  |  |  |  |  |  |
| (伏見宮)貞成親王 （後崇光院）   | (伏見宮)貞成親王 （後崇光院）   | (伏見宮)貞成親王 （後崇光院）   | (伏見宮)貞成親王 （後崇光院）   | (伏見宮)貞成親王 （後崇光院）   | (伏見宮)貞成親王 （後崇光院）   |  |  |                       |                       |                       |                       |                       |                       |  |  | 100 後小松天皇 北6 | 100 後小松天皇 北6 | 100 後小松天皇 北6 | 100 後小松天皇 北6 | 100 後小松天皇 北6 | 100 後小松天皇 北6 |  |  |  |  |  |  |  |  |                       |                       |                       |                       |                       |                       |  |  |                         |                         |                         |                         |                         |                         |  |  |                         |                         |                         |                         |                         |                         |  |  |  |  |  |  |  |  |  |  |  |  |  |  |  |  |  |  |  |  |  |  |  |  |
|                                 |                                 |                                 |                                 |                                 |                                 |  |  |                       |                       |                       |                       |                       |                       |  |  |                    |                    |                    |                    |                    |                    |  |  |  |  |  |  |  |  |                       |                       |                       |                       |                       |                       |  |  |                         |                         |                         |                         |                         |                         |  |  |                         |                         |                         |                         |                         |                         |  |  |  |  |  |  |  |  |  |  |  |  |  |  |  |  |  |  |  |  |  |  |  |  |
| 102 後花園天皇                  | 102 後花園天皇                  | 102 後花園天皇                  | 102 後花園天皇                  | 102 後花園天皇                  | 102 後花園天皇                  |  |  | 貞常親王 〔伏見宮家〕 | 貞常親王 〔伏見宮家〕 | 貞常親王 〔伏見宮家〕 | 貞常親王 〔伏見宮家〕 | 貞常親王 〔伏見宮家〕 | 貞常親王 〔伏見宮家〕 |  |  | 101 称光天皇       | 101 称光天皇       | 101 称光天皇       | 101 称光天皇       | 101 称光天皇       | 101 称光天皇       |  |  |  |  |  |  |  |  |                       |                       |                       |                       |                       |                       |  |  |                         |                         |                         |                         |                         |                         |  |  |                         |                         |                         |                         |                         |                         |  |  |  |  |  |  |  |  |  |  |  |  |  |  |  |  |  |  |  |  |  |  |  |  |
| 102 後花園天皇                  | 102 後花園天皇                  | 102 後花園天皇                  | 102 後花園天皇                  | 102 後花園天皇                  | 102 後花園天皇                  |  |  | 貞常親王 〔伏見宮家〕 | 貞常親王 〔伏見宮家〕 | 貞常親王 〔伏見宮家〕 | 貞常親王 〔伏見宮家〕 | 貞常親王 〔伏見宮家〕 | 貞常親王 〔伏見宮家〕 |  |  | 101 称光天皇       | 101 称光天皇       | 101 称光天皇       | 101 称光天皇       | 101 称光天皇       | 101 称光天皇       |  |  |  |  |  |  |  |  |                       |                       |                       |                       |                       |                       |  |  |                         |                         |                         |                         |                         |                         |  |  |                         |                         |                         |                         |                         |                         |  |  |  |  |  |  |  |  |  |  |  |  |  |  |  |  |  |  |  |  |  |  |  |  |